# Wings at the Speed of Sound
Wings at the Speed of Sound je studiové album anglické skupiny Wings. Vydáno bylo v březnu roku 1976 společností Capitol Records. Nahráno bylo od ledna do února toho roku v londýnském studiu Abbey Road Studios a jeho producentem byl Paul McCartney. V britské hitparádě UK Albums Chart se umístilo na druhé pozici, zatímco v americké Billboard 200 na první. V USA se stalo platinovým.

## Seznam skladeb
1. „Let 'Em In“ – 5:10
2. „The Note You Never Wrote“ – 4:21
3. „She's My Baby“ – 3:08
4. „Beware My Love“ – 6:28
5. „Wino Junko“ – 5:21
6. „Silly Love Songs“ – 5:54
7. „Cook of the House“ – 2:39
8. „Time to Hide“ – 4:32
9. „Must Do Something About It“ – 3:43
10. „San Ferry Anne“ – 2:07
11. „Warm and Beautiful“ – 3:13

## Obsazení
- Paul McCartney - zpěv, baskytara, kytara, klávesy, kontrabas
- Linda McCartney - zpěv, klávesy
- Denny Laine - zpěv, kytara, baskytara, klavír, harmonika
- Jimmy McCulloch - zpěv, kytara, baskytara
- Joe English - zpěv, bicí, perkuse
- Tony Dorsey - pozoun
- Thaddeus Richard - saxofon, klarinet, flétna
- Steve Howard - trubka, křídlovka
- Howie Casey - saxofon
- George Tidwell - trubka